# Otello Ricci
Otello Ricci (Roma, 1º gennaio 1916 – ...) è stato un calciatore e allenatore di calcio italiano, di ruolo portiere.

## Carriera
Sul finire degli anni trenta milita nel Tiferno, fino al 1940, e quindi nei Vigili del Fuoco di Roma, dal campionato di Serie C 1941-1942, partecipando anche al Campionato romano di guerra 1943-1944.
Nel corso della seconda guerra mondiale ha giocato nella Rappresentativa Romana allenata da Fulvio Bernardini. Ha poi militato nella Salernitana nel campionato di Divisione Nazionale 1945-1946, nel quale ha disputato 11 partite. A fine stagione viene posto in lista di trasferimento e lascia il club campano.
Fu allenatore del Nettuno e della Limonappia, nelle categorie dilettantistiche laziali.